# Valencia Club de Fútbol 1920-1921
La pagina racchiude la rosa del Valencia nella stagione 1920-21.

## Rosa
| N. |                   | Ruolo | Calciatore         |
| -- | ----------------- | ----- | ------------------ |
| -  | Spagna (bandiera) | P     | Pascual Gascó      |
| -  | Spagna (bandiera) | P     | José Marco         |
| -  | Spagna (bandiera) | P     | Martínez Ibarra II |
| -  | Spagna (bandiera) | D     | Pep Llobet         |
| -  | Spagna (bandiera) | D     | Julio Gascó        |
| -  | Spagna (bandiera) | D     | Amador Peris       |
| -  | Spagna (bandiera) | D     | Juan Piñol         |
| -  | Spagna (bandiera) | C     | José Marín         |
| -  | Spagna (bandiera) | C     | Fernando Marzal    |

| N. |                   | Ruolo | Calciatore      |
| -- | ----------------- | ----- | --------------- |
| -  | Spagna (bandiera) | C     | Vicente Ferré   |
| -  | Spagna (bandiera) | A     | Miguel Umbert   |
| -  | Spagna (bandiera) | A     | Jesús Estellés  |
| -  | Spagna (bandiera) | A     | Arturo Montes   |
| -  | Spagna (bandiera) | A     | Eduardo Cubells |
| -  | Spagna (bandiera) | A     | José Colomer    |
| -  | Spagna (bandiera) | A     | Almenar         |
| -  | Spagna (bandiera) | A     | Salvador Aliaga |

## Risultati
- Campeonato de Levante: Seconda posizione